# Whitechapel (serie televisiva)
Whitechapel è una serie televisiva drammatica britannica prodotta da Carnival Films, in cui i detective del distretto di Whitechapel a Londra si occupano di omicidi che riproducono crimini storici. La prima serie è andata in onda nel Regno Unito su ITV dal 2 febbraio 2009  e narra la ricerca di un killer che copia gli omicidi di Jack lo Squartatore.
Una seconda stagione è stata commissionata da ITV nel settembre 2009 concentrata sui gemelli Kray. Il primo episodio di questa seconda stagione è stato trasmesso l'11 ottobre 2010.
Una terza stagione è stata commissionata da ITV nel marzo 2011, estesa a sei episodi come tre storie in due parti.
La prima e la seconda serie sono state trasmesso negli Stati Uniti per sei mercoledì consecutivi a partire dal 26 ottobre 2011 sulla rete via cavo della BBC America. La terza è stata trasmessa negli Stati Uniti a partire da mercoledì 28 marzo 2012, anche su BBC America.
Il 24 settembre 2012 ITV ha rinnovato Whitechapel per una quarta ed ultima stagione composta da sei episodi. Il primo episodio è stato trasmesso il 4 settembre 2013.
In Italia le prime due stagioni sono state trasmesse dall'8 gennaio 2010 su Fox Crime e in chiaro su Rai 4 nell'aprile 2011. Dal 18 agosto 2013 la serie è in onda su Giallo con il titolo Whitechapel - Crimini dal passato: la terza stagione, in prima visione assoluta, inizia a essere trasmessa il 17 novembre 2013. La serie si è conclusa con una quarta stagione, disponibile sulla piattaforma TIMvision da maggio 2017.

## Trama
I detective del distretto londinese di Whitechapel affrontano omicidi che replicano crimini storici.

## Personaggi
- Ispettore Joseph Chandler (stagioni 1-4), interpretato da Rupert Penry-Jones doppiato da Roberto Certomà
È un ispettore molto intuitivo, affetto da disturbo ossessivo-compulsivo.
- Sergente Ray Miles (stagioni 1-4) interpretato da Phil Davis doppiato da Saverio Moriones
È un ufficiale veterano che odia i perditempo.
- Edward Buchan (stagioni 1-4) interpretato da Steve Pemberton doppiato da Ambrogio Colombo
È un esperto di storia del crimine che aiuta Chandler; da giovane ha realizzato un documentario sui gemelli Kray.
- Fitzgerald (stagioni 1-2), interpretato da Christopher Fulford, doppiato da Paolo Buglioni.
Il braccio destro di Miles, avendo fatto trapelare dei dettagli su un caso, viene retrocesso da detective a connestabile.
- Detective Sanders (stagione 1), interpretato da Johnny Harris.
È un membro della squadra di Chandler.
- Detective Emerson Kent (stagioni 1-4), interpretato da Sam Stockman, doppiato da Francesco Pezzulli.
È il membro più giovane della squadra di Chandler.
- Detective John McCormack (stagioni 1-2), interpretato da George Rossi, doppiato da Franco Mannella.
Membro della squadra di Chandler, si suicida durante il caso dei gemelli Kray per essere stato costretto a tradire la squadra.
- Comandante Anderson (stagioni 1-2), interpretato da Alex Jennings, doppiato da Gino La Monica.
È il mentore di Chandler e suo capo.
- Caroline Llewellyn (stagioni 1-4), interpretata da Claire Rushbrook.
È una patologa.
- Detective Finlay Mansell (stagioni 2-4), interpretato da Ben Bishop, doppiato da Fabrizio Vidale.
È un membro della squadra di Chandler.
- Detective Megan Riley (stagioni 3-4), interpretata da Hannah Walters.
È un membro della squadra di Chandler.
- DCI Cazenove (stagione 2), interpretato da Peter Serafinowicz.

## Episodi
| Stagione         | Episodi | Prima TV UK | Prima TV Italia |
| ---------------- | ------- | ----------- | --------------- |
| Prima stagione   | 3       | 2009        | 2010            |
| Seconda stagione | 3       | 2010        | 2011            |
| Terza stagione   | 6       | 2012        | 2013            |
| Quarta stagione  | 6       | 2013        | 2017            |